# Geostachys erectifrons
Geostachys erectifrons là một loài thực vật có hoa trong họ Gừng. Loài này được K.H.Lau, C.K.Lim & Mat-Salleh mô tả khoa học đầu tiên năm 2005.